# Wanderer W23
Wanderer W23 — це висококласний легковий автомобіль, що вироблявся німецьким виробником Wanderer з 1937 по 1941 рік, включаючи схожі версії, що продавалися як W26 та W52.

## Характеристики

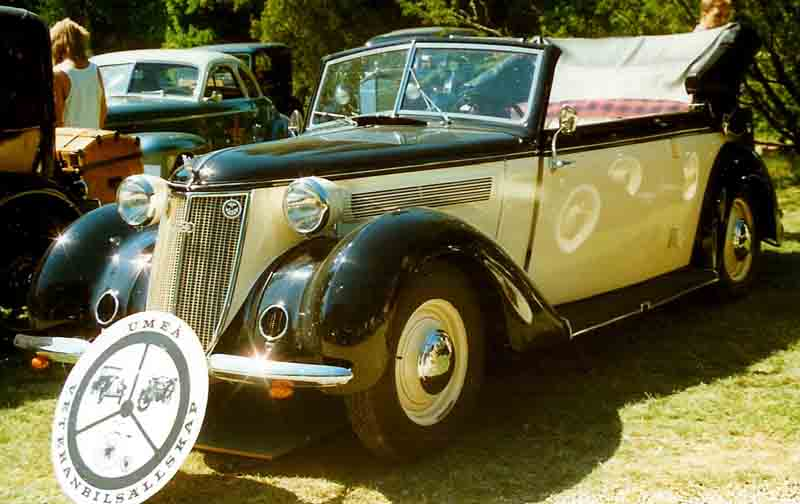
Wanderer W23 Cabriolet 1938

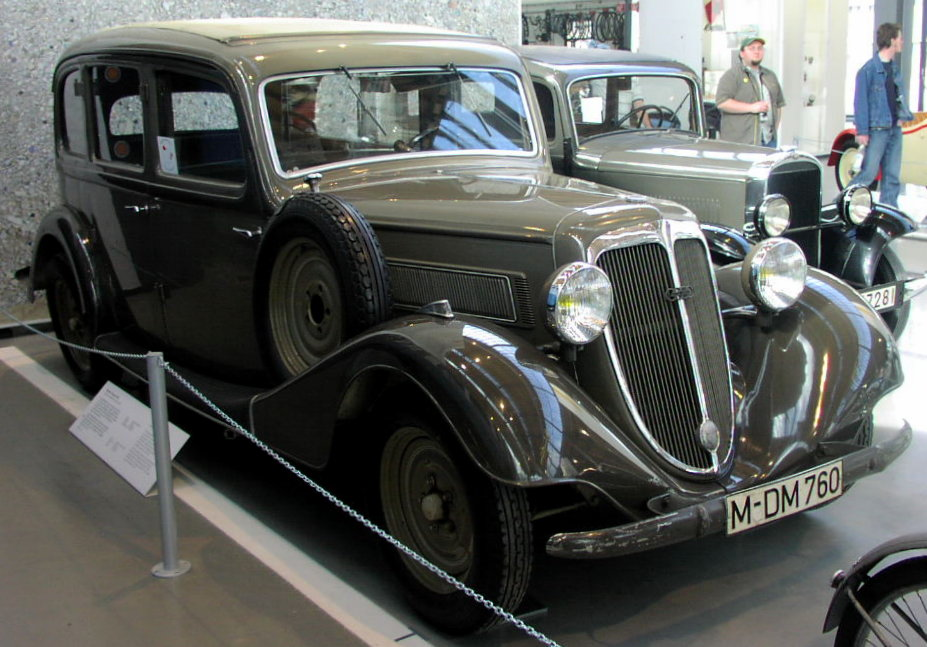
Wanderer W26L Pullman 1939

W23 був представлений у 1937 році як заміна W45, зберігши кузов у стилі лімузина, але пропонуючи деякі менш інноваційні технічні характеристики, ніж його попередник. Це рішення було прийнято для того, щоб зберегти низьку кінцеву ціну. Для початку було використано шасі зі скороченою на 10 см колісною базою, що не покращило внутрішній простір. Крім того, двигун був новим рядним 6-циліндровим, який зберіг застарілий клапанний механізм з бічним розташуванням клапанів, відмовившись від більш сучасної конструкції верхнього розташування клапанів. Цей двигун об'ємом 2651 см³ забезпечував максимальну потужність 62 к.с., достатньо, щоб розігнати автомобіль до максимальної швидкості 115 км/год. Однак, були присутні й деякі більш сучасні функції, такі як незалежна передня підвіска, взята від W45, тоді як задня підвіска з плаваючою віссю була прийнята у виробництва DKW, замінивши дорожчу компонування з поворотним мостом, присутню у W45. Трансмісія також була новою, все ще чотириступінчастою, але з синхронізованими третьою та четвертою передачами. Окрім лімузина, W23 також пропонувався з кузовом кабріолет, але на замовлення можна було отримати лише голе шасі з кузовом, виготовленим на замовлення. Це призвело до появи кількох дуже цікавих варіантів, включаючи універсал з дерев'яними вставками на панелях кузова, свого роду німецький "дерев'яний". Кабріолети W23, з іншого боку, були виготовлені кузовним заводом Gläser з Дрездена.
W26 також був запущений разом з W23, фактично замінивши W51 та відрізняючись від W23 своїм шасі з колісною базою на 25 см довшою. На цій основі було побудовано два варіанти кузова, обидва шестимісних: лімузин і торпедо. Ці два варіанти повернулися до задньої підвіски з поворотним мостом, хоча й дорожче, оскільки це рішення звільнило б більше місця в задній частині автомобіля.
І знову ж таки, одночасно із запуском двох щойно описаних моделей, був представлений W52, розроблений для тих, хто хотів поєднати вдосконалення рішення з поворотним мостом з чотиримісним кузовом. Однак шасі, що використовувалося, відрізнялося від шасі W23 та W26: воно мало 3-метрову колісну базу, як і W45. W52 пропонувався в прайс-листі лише протягом 1937 року, після чого зник.
Що стосується двох інших моделей, W26 продавалася до 1940 року, тоді як W23 залишалася в прайс-листі до кінця 1941 року. Однак близько сотні кабріолетів було поставлено на початку 1942 року членам Reichsarbeitsdienst.
W23 був останнім автомобілем в історії, на радіаторі якого був логотип Wanderer: після закінчення Другої світової війни виробництво не відновилося, і сам саксонський гігант Auto Union перетворився на зародок, представлений кількома керівниками, які втекли з Саксонії до Баварії, де вони відродили бренд, цього разу представлений виключно DKW.